# Černá věž (Pražský hrad)
Černá věž (též nazývána Zlatá věž) je výrazná čtyřboká kamenná věž u východního vstupu do Pražského hradu, k níž vedou Staré zámecké schody. Ačkoli prošla různými úpravami, zachovala si charakter středověké hradní věže ze 12. století. Je jedinou zcela dochovanou věží z původního románského opevnění.

## Historie
Věž vznikla jako brána patrně současně s celým románským opevněním Pražského hradu krátce po roce 1135, kdy sem kníže Soběslav I. přenesl sídlo zpátky z Vyšehradu. Tři podobné věže, Černá, Bílá a Jižní, střežily tři vsupy do hradu. Ve 13. století byla brána zazděna a věž dostala jehlancovou střechu. Za Karla IV. byla tato střecha pokryta pozlaceným olověným plechem a věži se říkalo také "Zlatá". V 15. století byla věž mírně zvýšena a zrušeno cimbuří na jejím ochozu. Na počátku sloužila věž obraně. V nejvyšším patře bylo obydlí hlásného, který v okolí sledoval blížící se nepřátele nebo případné požáry. 10. dubna 1538 věž po zásahu bleskem vyhořela a místnost v prvním patře byla patrně upravena na vězení. Během velkého požáru hradu, Malé Strany a Hradčan 2. června 1541 byla věž uchráněna, ovšem její zdivo bylo od kouře natolik zčernalé, že se jí začalo říkat Černá věž. Dnes je veřejnosti nepřístupná a nachází se zde depozitář archeologických nálezů z Pražského hradu.

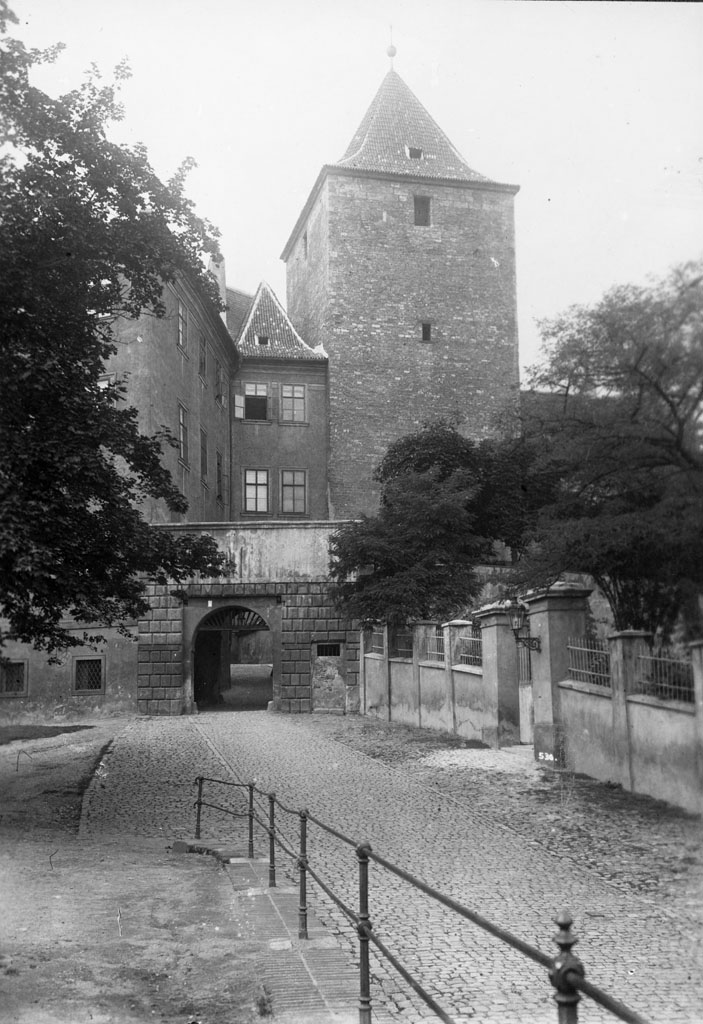
Pohled od Opyše, který se za poslední staletí příliš neměnil

### Vězni odboje 1547
V době odboje nekatolických českých stavů proti králi Ferdinandovi I. Habsburskému roku 1547 bylo zatčeno přes 600 osob. Mezi nejpřednější vězně z Černé věže patřil staroměstský kancléř Sixt z Ottersdorfu. Ten byl dne 22. července "vržen do smradlavého sklepa v Černé věži", kde kvůli velkému zápachu mu šlo o zdraví i život, byl na žádost mocných přímluvců přemístěn do vězení s volnějším režimem.
Mezi politické vězně patřil i doktor Šimo Firmas. Byl obviněn, že v odboji skládal satirické písničky a básničky proti králi a katolické církvi. V Černé věži strávil dva týdny, odkud byl pak převezen do vězení na hradě Křivoklát. Byl mučen, ale vydržel, vina mu nebyla prokázána a když se mu zahojily rány po mučení na skřipci, byl propuštěn.

## Popis
Románská čtyřboká věž s bránou, s půdorysem 11 x 11 m a tloušťkou zdí asi 2,4 m, severní zeď má tloušťku 3 m. Současná výška z vnější (východní) strany po gotickou římsu činí 26 m, původně byla věž asi o 2 m nižší. Vnější plášť věže tvoří původní kvádříkové zdivo z opuky, nároží v dolní části tvoří velké pískovcové kvádry.